# زيومارا كاسترو
زيومارا كاسترو هي سياسية من هندوراس ولدت في 30 سبتمبر 1959، أصبحت زيومارا أول سيدة تتولي رئاسة الجمهورية عندما تسلمت المنصب يوم 27 يناير 2022، وتعتبر أيضاً أول من يتولي المنصب من خارج الحزبين الرئيسيين الحزب الوطني والحزب الليبرالي.
مثلت كاسترو حزب ليبر اليساري في الانتخابات العامة في هندوراس في 2013 و 2017 و 2021، حيث خاضت الانتخابات كمرشحة للحزب لمنصب رئيس هندوراس في عامي 2013 و 2021، ونائب رئيس هندوراس في عام 2017 – بصفتها زميلة المترشح سلفادور نصر الله. بصفتها السيدة الأولى السابقة للبلاد، كانت زعيمة للحركة التي قاومت انقلاب عام 2009 ضد زوجها مانويل زيلايا، الذي كان الرئيس بين عامي 2006 و 2009. انتُخبت كاسترو رئيسًا لهندوراس في الانتخابات العامة في هندوراس عام 2021.

## حياتها المبكرة
التحقت كاسترو، وهي الثانية من بين خمسة أطفال، بالمدرسة الابتدائية والثانوية في تيغوسيغالبا في معهد سان خوسيه ديل كارمن ومعهد ماريا أوكسيليادورا. بعد ذلك، حصلت على شهادة في إدارة الأعمال دون الالتحاق بالجامعة.
في يناير 1976، تزوجت كاسترو من مانويل زيلايا. مباشرة بعد الزفاف، عاشا بمنزل في كاتاكاماس، أولانشو.
لعبت كاسترو دورًا نشطًا في رابطة أزواج أعضاء نادي روتاري في كاتاكاماس، بالإضافة إلى الأنشطة التي تطورت داخل المجموعة لرعاية الأطفال المحتاجين في قسم أولانشو. شاركت في إنشاء مركز الرعاية اليومية للأطفال في كاتاكاماس، بهدف تقديم المساعدة للأسر القائمة على أحد الوالدين التي تقودها النساء، بما في ذلك من خلال إنشاء مشاريع التنظيف الأساسي وزرع الخضروات وزراعة الأزهار كمشاريع مهمة لتطوير الوظائف.

## الحياة السياسية

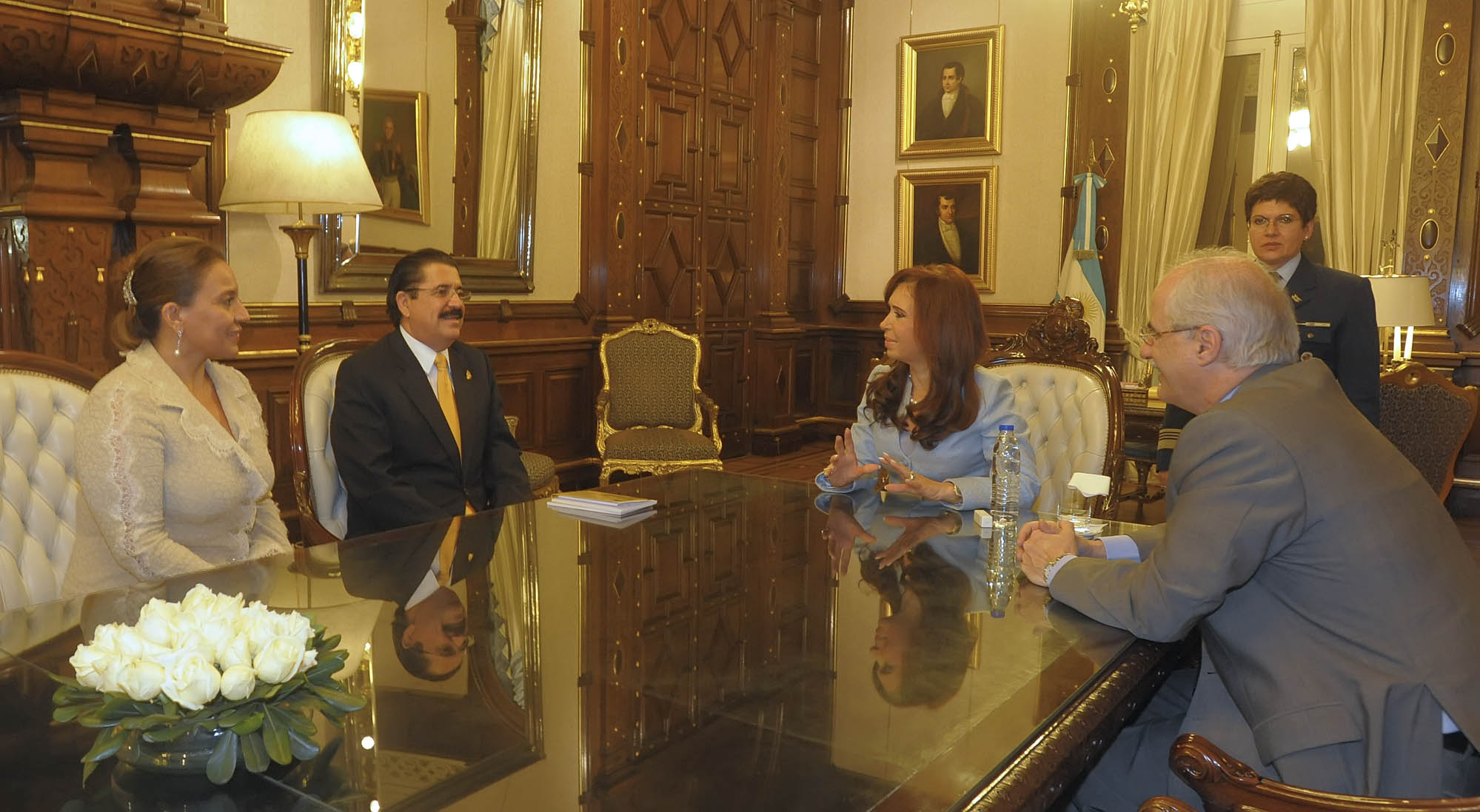
كريستينا فرنانديز تستقبل مانويل زيلاياونتريس

في كاتاكاماس، نظمت كاسترو الفرع النسائي للحزب الليبرالي في هندوراس وقامت بحملة قوية لصالح زوجها في الانتخابات الداخلية في فبراير 2005، وهي مناسبة كانت مسؤولة عن التنسيق شبه السياسي لكاتاكاماس.
بصفتها السيدة الأولى لهندوراس، كانت كاسترو مسؤولة عن برامج التنمية الاجتماعية، وعملت مع الأمم المتحدة في تحالف مع السيدات الأوائل الأخريات لمعالجة القضايا التي تواجهها النساء المصابات بفيروس نقص المناعة البشرية.
بعد الإطاحة بزوجها في انقلاب 28 يونيو 2009، قادت كاسترو الحركة المقاومة للانقلاب، وانضمت مرارًا وتكرارًا إلى آلاف الهندوراسيين في الشوارع للمطالبة بعودة زيلايا. أصبحت هذه الحركة تعرف باسم الجبهة الوطنية للمقاومة الشعبية (إف إن آر بّي) وشكلت الأساس لحزب ليبر السياسي. انضمت كاسترو إلى زوجها في السفارة البرازيلية، حيث لجأ إلى هناك بعد عودته إلى هندوراس قبل أن يتفاوض مع النظام الفعلي.

### الحملة الرئاسية

#### 2013
في 1 يوليو 2012، أطلقت كاسترو رسميًا حملتها الرئاسية في حدث أقيم في مقاطعة سانتا باربرا. ثم فازت في الانتخابات التمهيدية لحزبها في 18 نوفمبر 2012، وفي 16 يونيو 2013، اختيرت كاسترو رسميًا لتمثيل ليبر في الانتخابات الرئاسية 2013. أعربت كاسترو عن معارضتها للنيوليبرالية وعسكرة المجتمع، وقامت بحملة من أجل جمعية تأسيسية لكتابة دستور جديد.
في الفترة التي سبقت الانتخابات، احتلت كاسترو المركز الأول في استطلاعات الرأي بين جميع المرشحين الثمانية خلال الأشهر من مارس إلى أكتوبر. ومع ذلك، في الاقتراع النهائي قبل الانتخابات، تراجعت كاسترو إلى المركز الثاني، خلف رئيس المؤتمر الوطني، خوان أورلاندو هيرنانديز من الحزب الوطني في هندوراس. كان ينظر إلى كاسترو وهيرنانديز على نطاق واسع على أنهما المرشحان الرئيسيان اللذان سيخوضان الانتخابات. جاءت كاسترو في المركز الثاني خلف هيرنانديز بحصوله على 896,498 صوتًا (28.78%) مقابل 1,149,302 صوتًا لهيرنانديز (36.89%). على الرغم من أنها لم تفز بالرئاسة، فقد كان يُنظر إليها على نطاق واسع على أنها تثير شرخًا في نظام هندوراس الثنائي، حيث طغى دعم حزبها ليبر على الحزب الليبرالي، حيث فازت ليبر بثاني أكبر عدد من المقاعد في الكونغرس.

#### 2017
بالنسبة للانتخابات الرئاسية لعام 2017، سعت كاسترو مرة أخرى لتكون مرشحة ليبر. فازت بسهولة في الانتخابات التمهيدية، ولكن عندما شكلت ليبر تحالفًا مع حزب الابتكار والوحدة، وافقت على التنحي وترك سلفادور نصر الله يقود التذكرة الرئاسية للتحالف.

#### 2021
اختيرت كاسترو كمرشح رئاسي لعام 2021 عن ليبر ومثلت حزبها السياسي في انتخابات 2021 العامة في هندوراس. انسحب سلفادور نصر الله، المرشح الرئاسي عن حزب المنقذ، فيما بعد وأصبح نائب كاسترو في الانتخابات. وأظهرت استطلاعات الرأي وجود سباقات قوية بين كاسترو وخصمها اليميني نصري عصفورة من الحزب الوطني الحالي الذي يشغل منصب عمدة لفترتين تعاني من مزاعم بالفساد. خلال حملتها الرئاسية، اقترحت الاعتراف الدبلوماسي لجمهورية الصين الشعبية في بكين على جمهورية الصين في تايوان، وإنشاء لجنة لمكافحة الفساد مدعومة من الأمم المتحدة مماثلة لتلك النشطة في غواتيمالا وتحديثًا لدستور هندوراس. اقترحت كاسترو جمعية تأسيسية لإعادة كتابة دستور هندوراس. كما اقترحت تخفيف الحظر الكامل الذي تفرضه البلاد على الإجهاض في ظل ظروف محدودة.
بعد الإعلان عن النتائج الأولية للانتخابات، أعلنت كاسترو النصر، ووصفتها وسائل الإعلام الدولية بأنها الفائز الواضح في الانتخابات، في انتظار النتائج الكاملة. في 30 نوفمبر، اعترف حزب عصفورة بالهزيمة. ثم التقى بكاسترو وهنأها. أصبحت كاسترو أول رئيسة لهندوراس في 27 يناير 2022.

### نزاع قيادة الكونجرس 2022
قبل انتخابات 2021، كانت كاسترو قد وعدت سلفادور نصر الله بأن حزبه المنقذ سيتولى قيادة المؤتمر الوطني في حال فوزه في الانتخابات. كان هذا الوعد من الشروط التي أقنعت نصر الله بإنهاء حملته الرئاسية والانضمام إلى كاسترو. ومع ذلك، في 21 يناير 2022، رفض 20 نائبًا من ليبر أن يحذو حذوها. لقد صوتوا لنائب ليبر خورخي كاليكس ليكون رئيسًا للكونغرس. صوت بقية نواب ليبر والأحزاب المتحالفة مع لويس ريدوندو من حزب المنقذ. ثم اندلعت معركة على أرضية الكونغرس، ورفضت كاسترو الاعتراف بانتخاب كاليكس. وشجبت فيما بعد النواب العشرين (اثنان منهم تراجع فيما بعد عن دعمهما لكاليكس) ووصفتهم بالخونة وطردت 18 نائبًا من ليبر. في المساء التالي عقدت كاسترو وقفة احتجاجية مع أنصار ليبر خارج الكونجرس. وذكرت أن الغرض من الحدث كان «... منع اختطاف الكونغرس الوطني ورفض الشراكة بين الحزبين بقيادة الديكتاتور خوان أورلاندو هيرنانديز بالتواطؤ المباشر مع عدد قليل من النواب الخونة الذين انتخبهم الشعب تحت رايتنا». انتهى النزاع عندما وافق كاليكس ونواب ليبر المطرودين على دعم ريدوندو. بعد ذلك، أعادت كاسترو عضوية الحزب لهم.